# Спичка, Иван Николаевич
Ива́н Никола́евич Спи́чка (укр. Іван Миколайович Спичка; 18 января 1991 года, Днепропетровск, Украинская ССР, СССР) — украинский футболист, защитник.

## Игровая карьера
Воспитанник днепропетровского футбола. С 2007 года обучался в запорожской СДЮШОР «Металлург» в группе Владимира Ходуса. Становился призёром международных турниров, признавался лучшим полузащитником.
В 2008 году был включён в заявку команды второй лиги «Металлург-2». Во взрослом футболе дебютировал 25 июля того же года в игре против донецкого «Олимпика». В начале 2009 года был включен в заявку основной команды, но играл в молодёжном первенстве.
Летом 2010 года вместе с партнёрами по «Металлургу» Сергеем Сидорчуком, Евгением Задоей и Алексеем Моисеенко вызывался на сборы молодёжной сборной Украины.
28 ноября 2010 года дебютировал в Премьер-лиге в матче против луцкой «Волыни», выйдя на 72-й минуте матча вместо Сергея Рудыки. Эта игра стала единственной для Спички в основном составе «казаков». В дальнейшем он выступал только за молодёжный состав, а летом 2011 года вновь был заявлен за «Металлург-2».
Зимой 2012 года Спичка вместе с одноклубником Евгением Задоей был отдан в аренду харьковскому «Гелиосу», где за полгода сыграл всего 6 минут матча против бурштынского «Энергетика». После возвращения в Запорожье играл исключительно за «молодёжку». Всего за четыре года провёл в молодёжном первенстве 49 матчей.
В начале 2013 года футболист стал игроком белоцерковского «Арсенале», в матчах которого регулярно выходил на поле, сыграв до конца сезона 12 игр, забил 3 гола. Белоцерковская команда в этот период осталась практически без финансирования. На последний выездной матч турнира против «Николаева» тренер «канониров» Евгений Фещенко смог привезти лишь 13 полевых игроков, что закономерно завершилось разгромным поражением 0:8. В этом матче Спичка отметился жёлтой карточкой. По итогам сезона «Арсенал» потерял место в первой лиге и оказался на грани расформирования.
30 августа 2013 Иван Спичка заключил контракт с киевским «Динамо». С октября стал выступать в первой лиге в составе «Динамо-2». Первые 6 матчей отыграл без замен. Седьмым стал выезд в «Николаев». На 81-й минуте матча Спичка ударил Сергея Кучеренко, за что получил прямую красную карточку. Итог матча — 0:3. После рассмотрения данного инцидента, контрольно-дисциплинарный комитет ФФУ за умышленный удар игрока, не владеющего мячом отлучил Спичку от футбола на три игры.
В 2014 году футболиста стали преследовать травмы. Сначала у него были проблемы с голеностопом, затем он повредил связки колена.
В феврале 2016 года стал игроком «Вереса» и провёл 8 матчей за полсезона во второй лиге. В сезоне 2017/18 играл в первенстве Крыма за «Кафу».
Летом 2019 года, спустя 3.5 сезона вернулся в профессиональный футбол и присоединился к ереванскому «Арарату».